# Operativer Index
Der Operative Index ist eine Auswertungsmethodik im Rahmen des Konzeptes indexierte operative Leistungsmessung. Der Operative Index ist der Median oder Durchschnitt einer Kennzahl von Vergleichsunternehmen, sogenannter Peer Unternehmen. In der indexierten operativen Leistungsmessung wird der Operative Index der Unternehmensperformance gegenübergestellt. In der allgemeineren Wortverwendung wird die graphische Darstellung selbst (siehe unten) auch als Operativer Index bezeichnet.

## Beispiel
Die Abbildung unten weist den Operativen Index aus. Der Operative Index der Kennzahl EBIT Marge ist als blaue Linie eingetragen. Neben dem operativen Index der Vergleichsunternehmen sind in der Graphik auch die erste und dritte Quartilsgrenzen (Grenzen der blauen Schattierungen) eingetragen. In den blauen Flächen befinden sich also die EBIT-Margen von 50 % aller Vergleichs- rsp. Peerunternehmen. Diesen Vergleichswerten der zu beurteilenden Kennzahl werden die Werte des indexiert zu beurteilenden Unternehmens gegenübergestellt, die in der Abbildung als orange mit einer Linie verbundenen Punkte eingetragen.

## Bonusziele auf Basis des Operativen Index
Bonusziele können mittels des Operativen Index indiziert werden, um externe Einflüsse in der Leistungsmessung zu reduzieren (siehe leistungsorientierte Vergütung). Ein Beispiel indexierter Bonusziele ist der Bonusindex, der vom Zürcher Finanzforschungsunternehmen Obermatt den Operativen Index jährlich für die deutschen HDAX-Unternehmen und die Schweizer SMI- und SPI-Unternehmen publiziert wird.

## Querverweise
- Indexierte operative Leistungsmessung
- Operatives Alpha
- Operativer Rang
- Operatives Radar
- Operativer Beitrag